# Ivy bus
Pour les articles homonymes, voir Ivy.
Ivy bus est un bus logiciel qui permet simplement d'envoyer des messages textes entre applications distantes ou non.
Il a été développé par le Centre d'études de la navigation aérienne depuis 1996.

## Principe
Ivy est un projet libre (LGPL) de protocole de communication implémenté par de nombreuses bibliothèques pour différents systèmes et langages (C, C++, Java, Python et Perl sur Window, Unix et Mac OS). Il consiste à envoyer des messages textes à tous les clients qui se sont abonnés au bus. Ils doivent donc analyser leurs messages mais cette tâche est facilitée par une gestion des expressions rationnelles. Il est également possible d'envoyer des messages directs en point à point.

## Documentation
- Site officiel
- API pour Python (très similaire pour les autres langages).